# Симдин
Симдин (устар. Дым) — река в России, течёт по территории Удорского района Республики Коми. Левый приток реки Вашка.
Длина реки составляет 26 км.
Генеральным направлением течения является восток.

## Данные водного реестра
По данным государственного водного реестра России относится к Двинско-Печорскому бассейновому округу, водохозяйственный участок реки — Мезень от истока до водомерного поста у деревни Малонисогорская. Речной бассейн реки — Мезень.
Код объекта в государственном водном реестре — 03030000112103000046477.